# سيموفنت 105/25
سيموفنت 105/25 (بالإيطالية : Semovente 105/25) هي مدمرة دبابات إيطالية خدمت في الحرب العالمية الثانية . وهي من أفضل المركبات العسكرية الإيطالية طيلة أيام الحرب العالمية الثانية.

## معرض صور

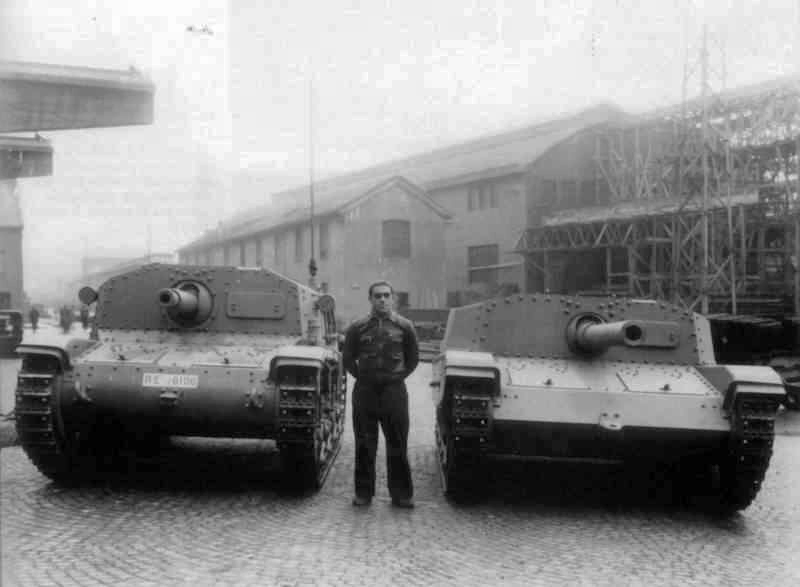
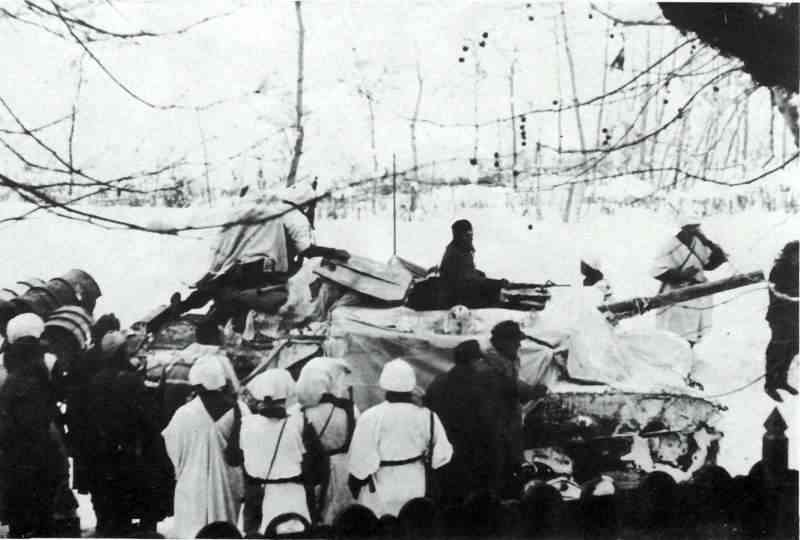
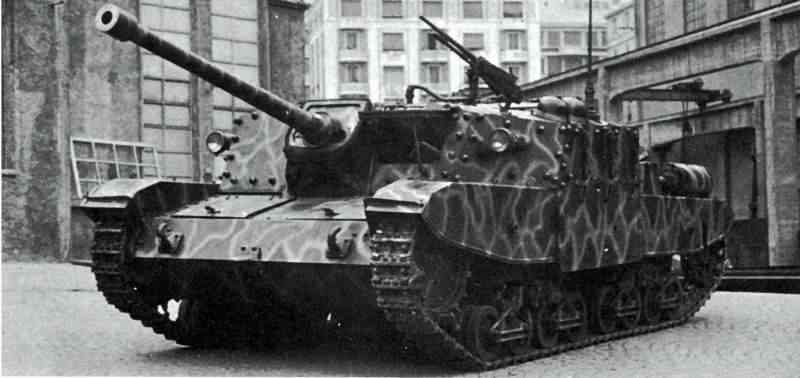

## وصلات خارجية
- Semovente da 105/25 at wwiivehicles.com
- SEMOVENTE da 105/25 at comandosupremo.com